# Phostria quadriguttata
Phostria quadriguttata is een vlinder uit de familie van de grasmotten (Crambidae). De wetenschappelijke naam van deze soort is voor het eerst gepubliceerd in 1869 door Francis Walker.
De soort komt voor in Sierra Leone en Congo-Kinshasa.